# Dane Roets
Dane Roets (n. 16 ianuarie 2002) este o atletă ce a reprezentat Africa de Sud. A participat la Jocurile Olimpice de Tineret din 2018 în care a câștigat o medalie de bronz.

## Participări
Lista de mai jos prezintă principalele competiții la care a participat Dane Roets de-a lungul carierei.
- Juegos Olímpicos de la Juventud de Buenos Aires 2018[*]